# Philip Lindgren
Philip Nils Gabriel André Lindgren (* 27. März 1994) ist ein schwedischer Schachspieler.

## Erfolge
2012 gewann er in Falun die schwedische Juniorenmeisterschaft (U20), 2013 gewann er die Stadtmeisterschaft von Malmö.
Mannschaftsschach spielt er beim Malmöer Verein Limhamns SK, seit der Saison 2010/11 gehört er der ersten Mannschaft an, die in der Elitserien spielt. Er gewann mit diesem in der Saison 2012/13 die schwedische Mannschaftsmeisterschaft und nahm am European Club Cup 2013 in Rhodos teil. In Deutschland spielt Lindgren seit der Saison 2016/17 für den FC Bayern München in der 1. Bundesliga und 2. Bundesliga, in der dänischen Skakligaen seit 2017 für BMS Skak.
Seit Dezember 2015 trägt er den Titel Internationaler Meister. Die Normen hierfür erzielte er bei zwei Normenturnieren in Växjö: dem Visma-Chess-Turnier im Juni 2014 sowie dem Visma-Chess-Turnier im Juni 2015. Das letztere beendete er mit Normenübererfüllung. Eine dritte IM-Norm erzielte er in der IM-Gruppe der Manhem Chessweek in Göteborg im August 2015, einem Normenturnier des Vereins Schacksällskapet Manhem.